# Тиркель, Яаков
Яаков Тиркель (Туркель, ивр. יעקב טירקל‎; 24 марта 1935, Тель-Авив, подмандатная Палестина — 29 мая 2023) — израильский юрист, судья Верховного суда Израиля в 1980—1981, 1983—1984 и 1995—2005 годах. Преподаватель Университета имени Бен-Гуриона (1972—1975) и Тель-Авивского университета (1993—1996), глава следственной комиссии по событиям прорыва морской блокады сектора Газа, председатель комитета по присуждению премии ЭМЕТ.

## Биография
Родился в 1935 году в Тель-Авиве в семье репатриантов из Австрии Мордехая и Клары Тиркель. После срочной службы в АОИ окончил в 1960 году Еврейский университет в Иерусалиме со степенью магистра права.
С 1961 года занимался адвокатской практикой в Тель-Авиве. До 1975 года оставался членом национального совета Коллегии адвокатов Израиля. Входил в редакционный совет журнала «Ха-парклит». В 1967 году стал судьёй мирового суда в Беэр-Шеве, в 1970—1973 годах секретарь окружного суда Беэр-Шевы и с 1973 по 1980 год судья окружного суда. Одновременно в 1972—1975 годах преподавал право в Университете имени Бен-Гуриона.
В 1980 году впервые вошёл в состав Верховного суда Израиля как действующий судья, но вернулся в Беэр-Шеву, чтобы занять пост председателя окружного суда. Эту должность занимал до 1995 года, когда был назначен постоянным членом Верховного суда Израиля. С 1993 по 1996 год также преподавал право в Тель-Авивском университете. Среди тем научных публикаций Тиркеля были врачебная этика и вопросы освещения деятельности армии в СМИ. Был членом академического совета Института профессиональной подготовки судей им. Йоэля Зусмана.
В Верховном суде Тиркель, ведший традиционный еврейский образ жизни, хотя и не носивший кипу, иногда рассматривался как представитель религиозной общины страны и в целом считался выразителем консервативных взглядов. В годы работы в Верховном суде часто становился автором особых мнений. В своих судебных решениях Тиркель часто ссылался на нормы еврейского права. В газете «Маарив» отмечается, что его решения отличались гуманизмом и способностью увидеть живого человека в преступнике и что он цитировал в связи с этим фразу Маймонида: «Лучше оправдать тысячу грешников, чем осудить одного невиновного».
Ушёл в отставку с поста судьи Верховного суда в марте 2005 года. Продолжал работать в судебной системе Израиля как судья военного апелляционного суда, дослужился до звания полковника. В 2010 году возглавил государственную комиссию по расследованию событий вокруг прорыва морской блокады сектора Газа. С того же года возглавлял консультативную комиссию по назначению высших должностных лиц, покинув этот пост в 2018 году, когда был назначен председателем комитета по дизайну банкнот и монет при Банке Израиля. Возглавлял комитет по присуждению премии ЭМЕТ, неофициально известной как «Нобелевская премия Израиля». Входил также в совет попечителей и исполнительный комитет Университета имени Бен-Гуриона, консультативную комиссию по именованию улиц Иерусалима и в комиссию по присвоению почётного гражданства Иерусалима. Почётный доктор Университета имени Бен-Гуриона (2005) и Университета имени Бар-Илана (2016), почётный гражданин Беэр-Шевы.
Был женат на Мирьям Тиркель — подполковнике АОИ, а впоследствии члене городского совета Беэр-Шевы. У супругов было две дочери и сын Барух, скончавшийся от рака в возрасте 14 лет. После его смерти судья Тиркель официально добавил к личному имени Яаков слова «ави Барух» (с ивр. — «отец Баруха»). Яаков Тиркель скончался в мае 2023 года и был похоронен в Иерусалиме.